# Voodoo (acteur)
Voodoo (de son vrai nom Alex Torres, né le 24 septembre 1977) est un acteur pornographique canadien.

## Carrière
En septembre 1999, Voodoo et un ami quittent le Canada et commence un périple à moto aux États-Unis. Après être arrivés en Californie sans un sou en octobre 1999, ils contactent Vivid Entertainment et commencent à participer à des films pornographiques.
Il signe un contrat avec Reality Kings en 2009. Il est toujours sous contrat en 2012.
En décembre 2012, Voodoo et l'actrice pornographique Karlie Montana lancent le site internet MiPhoneSex.com sur XXXFastPass Network.
Voodoo est invité au The Todd Shapiro Show en mai 2016, pour parler de sa carrière dans l'industrie du porno.

## Vie personnelle
Voodoo s'est marié avec l'actrice pornographique Nicole Sheridan en octobre 2000. Ils ont beaucoup travaillé ensemble pendant leur mariage. Ils utilisaient des préservatifs avec tous leurs autres partenaires, mais pas quand ils étaient ensemble. Leur mariage a duré 10 ans.
Il travailla à l'école de chute libre skydive Taft . En 2011, une vidéo de lui et de la réceptionniste de ce même club ayant une relation sexuelle dans les airs fut postée sur internet, et il fut renvoyé.

## Filmographie partielle
- 2005 : Bikini Chain Gang : Léo
- 2006 : Bikini Girls from the Lost Planet : Gary
- 2006 : Ghost in a Teeny Bikini : Ted Wood Jr.
- 2008 : Bikini Royale : Mark Tenn
- 2008 : Voodoo Dollz : Jeff
- 2012 : Dirty Blondes from Beyond (téléfilm) : agent Smith

## Récompenses et nominations
| Année | Cérémonie  | Résultat   | Catégorie | Film                               |
| ----- | ---------- | ---------- | --- | ---------------------------------- |
| 2001  | AVN Award  | Nomination | Best Couples Sex Scene- Video (avec Ginger Paige) | Dark Angels                        |
| 2001  | AVN Award  | Nomination | Best Couples Sex Scene- Video (avec Ginger Lynn) | New Wave Hookers 6                 |
| 2001  | XRCO Award | Nomination | Best New Stud |                                    |
| 2002  | AVN Award  | Lauréat    | Best Anal Sex Scene - Film (avec Nicole Sheridan) | Taboo 2001                         |
| 2002  | AVN Award  | Nomination | Best Group Sex Scene - Video (avec Nicole Sheridan et Joel Lawrence) | Cellar Dweller 4                   |
| 2003  | AVN Award  | Nomination | Best Group Sex Scene – Film (avec Jessica Drake et Nicole Sheridan) | Falling From Grace                 |
| 2003  | XRCO Award | Nomination | Three-Way Sex Scene (avec Jessica Drake et Nicole Sheridan) | Falling From Grace                 |
| 2004  | AVN Award  | Nomination | Best Sex Scene Coupling – Video (avec Nicole Sheridan) | Fetish: The Dream Scape            |
| 2005  | AVN Award  | Lauréat    | Best Oral Sex Scene – Film (avec Jessica Drake, Chris Cannon et Cheyne Collins), | The Collector                      |
| 2005  | AVN Award  | Nomination | Best Couples Sex Scene – Video (avec Nicole Sheridan) | Hustler Centerfolds                |
| 2005  | XRCO Award | Nomination | Sex Scene - Couple (avec Nicole Sheridan) | Hustler Centerfolds                |
| 2006  | AVN Award  | Nomination | Best Group Sex Scene – Film (avec Alexis Amore et Nicole Sheridan) | Sentenced                          |
| 2006  | XRCO Award | Nomination | Best On-Screen Couple (avec Nicole Sheridan) | Just One Look                      |
| 2007  | AVN Award  | Lauréat    | Best Group Sex Scene – Video (avec Belladonna, Melissa Lauren, Jenna Haze, Gianna Michaels, Sandra Romain, Adrianna Nicole, Flower Tucci, Sasha Grey, Nicole Sheridan, Marie Luv, Caroline Pierce, Lea Baren, Jewell Marceau, Jean Val Jean, Christian XXX, Chris Charming, Erik Everhard, Mr. Pete, Rocco Siffredi) | Fashionistas Safado: The Challenge |
| 2008  | AVN Award  | Nomination | Best Actor, Video | Insertz                            |
| 2009  | AVN Award  | Nomination | Best Supporting Actor | The Wicked                         |
| 2009  | AVN Award  | Nomination | Unsung Male Performer Of The Year |                                    |
| 2010  | AVN Award  | Nomination | Best Actor | The Cougar Hunter                  |
| 2010  | XBIZ Award | Nomination | Acting Performance of the Year — Male | The Cougar Hunter                  |
| 2011  | AVN Award  | Nomination | Best Three-Way Sex Scene (G/G/B) (avec Sunny Leone et Daisy Marie) | Sunny’s B/G Adventure              |
| 2013  | AVN Award  | Nomination | Best Boy/Girl Sex Scene (avec Samantha Saint) | The Insatiable Miss Saint          |
| 2013  | AVN Award  | Nomination | Best Boy/Girl Sex Scene (avec Riley Reid) | Ultimate Fuck Toy: Riley Reid      |
| 2013  | AVN Award  | Nomination | Best Double Penetration Sex Scene (avec Alexis Ford et Chris Strokes) | Alexis Ford Darkside               |
| 2013  | AVN Award  | Nomination | Best Three-Way Sex Scene (B/B/G) (avec Samantha Saint et James Deen) | The Insatiable Miss Saint          |
| 2013  | AVN Award  | Nomination | Best Three-Way Sex Scene (B/B/G) (avec Abella Anderson et Chris Strokes) | Ultimate Fuck Toy: Abella Anderson |
| 2014  | AVN Award  | Lauréat    | Unsung Male Performer of the Year |                                    |